# Мельников Микола Панасович
Микола Панасович Мельников (1918, місто Нерчинськ, тепер Забайкальського краю, Російська Федерація — 23 жовтня 1973, місто Москва) — радянський діяч, 2-й секретар ЦК КП Молдавії. Член Бюро ЦК КП Молдавії в 1961—1965 роках. Кандидат у члени ЦК КПРС у 1961—1966 роках. Депутат Верховної Ради Молдавської РСР 6-го скликання. Депутат Верховної Ради СРСР 6-го скликання.

## Життєпис
Народився в родині робітника-залізничника. Трудову діяльність розпочав у 1933 році робітником.
Закінчив робітничий факультет. З 1936 року навчався в Новочеркаському індустріальному інституті імені Орджонікідзе.
Член ВКП(б) з 1939 року.
У 1939—1941 роках — на комсомольській роботі.
З 1941 року працював у політичних відділах машинно-тракторної станції та радгоспу, в районному комітеті ВКП(б), у міському комітеті ВКП(б), в апараті Ростовського обласного комітету ВКП(б).
У 1946—1949 роках — слухач Вищої партійної школи при ЦК ВКП(б).
У 1949—1960 роках — інструктор ЦК ВКП(б), завідувач сектора відділу ЦК КПРС, заступник завідувача відділу ЦК КПРС.
У 1960—1961 роках — завідувач відділу легкої і харчової промисловості ЦК КПРС.
29 травня 1961 — 22 грудня 1965 року — 2-й секретар ЦК КП Молдавії.
У листопаді 1965 — 23 жовтня 1973 року — начальник відділу місцевої промисловості, культурно-побутових товарів і побутового обслуговування населення Державного планового комітету Ради міністрів СРСР.
Помер 23 жовтня 1973 року після важкої і тривалої хвороби в Москві. Похований на Новодівочому цвинтарі Москви.

## Нагороди
- орден Трудового Червоного Прапора
- медалі